# متلازمة الموت المفاجئ عن طريق الاستنشاق
متلازمة الموت المفاجئ عن طريق الاستنشاق ( SSDS ) هي الموت المفاجئ بسبب سوء استخدام مواد الاستنشاق .  فيمكن أن يصاب المريض بالحالة خلال دقائق إلى ساعات من تعاطي المخدرات.   و قد يؤدي التعرض للصدمة أو النشاط البدني إلي الإصابة بالمتلازمة أيضا. 
تحدث المتلازمة بشكل شائع نتيجة لاستخدام البيوتان أو البروبان أو الهباء الجوي، و ذلك بعد جلسة واحدة فقط من استنشاق المواد الكيميائية. حيث اُثبت أن حوالي 20٪ من الحالات تحدث مع الاستخدام لأول مرة.   غالبًا ما تتضمن الآلية الأساسية للمتلازمة عدم انتظام معدل ضربات القلب ، وتحديدًا الرجفان البطيني بسبب إطلاق الكاتيكولامين .   كما أن حالات أخرى قد تنتج عن نقص الأكسجين أو رد فعل تحسسي . 
يشبه العلاج باقي الأسباب الأخرى للرجفان الأذيني، وذلك باستخدام الإنعاش القلبي الرئوي وإزالة الرجفان ، باستثناء أنه لا يوصى باستخدام الإبينفرين ويمكن استخدام حاصرات بيتا (مثل الإسمولول ) في المقابل.   ومع ذلك، فإن إزالة الرجفان قد لا يكون فعالا في البداية.  أما النتائج فتظل سيئة بشكل عام. 
وفي الولايات المتحدة تؤدي المستنشقات إلى وفاة ما بين 100 إلى 200 شخص سنوياً.  حوالي نصف هذه الحالات هي نتيجة SSDS.  كذلك، الأشخاص الأكثر تأثراً هم الشباب البيض، على الرغم من تشابه معدلات الاستخدام بين الجنسين. أخيرا، وُصِفَت الحالة لأول مرة في عام 1970 من قبل باس . 